# Anguillara Sabazia
Anguillara Sabazia es una localidad italiana de la provincia de Roma, región de Lacio, con 18.256 habitantes.

## Evolución demográfica
| Gráfica de evolución demográfica de Anguillara Sabazia entre 1861 y 2001 |
|                                                                          |
| Fuente ISTAT - elaboración gráfica de Wikipedia                          |

## Hermanamiento
- Blanca, España